# Nový palác (Postupim)
Nový palác, německy Neues Palais [ˈnɔɪ̯əs paˈlɛː]IPA, je zámek v západní části parku Sanssouci v braniborské Postupimi.

## Historie a popis

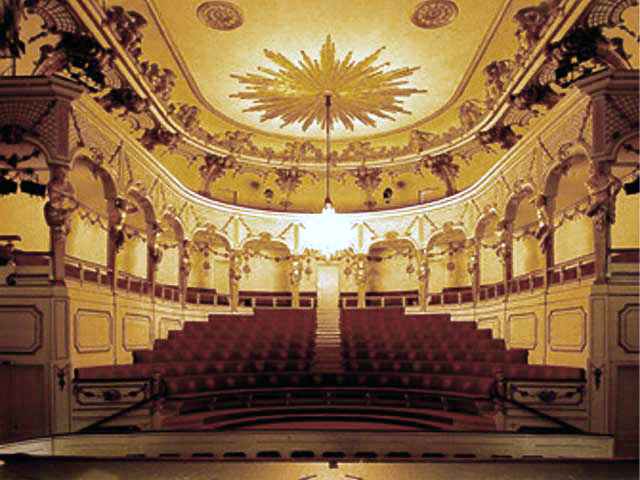
Interiér Nového paláce

Nový palác je poslední zámek, který ve svém parku postavil Fridrich Veliký. Stavba začala po sedmileté válce v roce 1763 a byla dokončena v roce 1769; jednalo se o demonstraci nepřetržitého výkonu pruského státu i po těžkých letech sedmileté války 1756–1763.
Nový palác je považován za poslední významnější barokní zámecký komplex v Prusku a stěžejní dílo fridericiánského rokoka. Fridrich neplánoval využívat zámek jako královské sídlo, ale jako zámek pro hosty svého dvora. Teprve císař Vilém II. Pruský učinil palác svým hlavním sídlem v letech 1888 až 1918. Nadací pruských zámků a zahrad Berlína-Braniborska (Stiftung Preußischer Schlösser und Gärten Berlin-Brandenburg) je zpřístupněn jako muzeum.
Nový palác se nachází na západním konci hlavní třídy (německy Große Allee) zámeckého parku Sanssouci a je zřetelně rozeznatelný díky své speciální kupoli. V době své výstavby byl integrován do barokní zahradní plochy, která však musela ustoupit dnešnímu krajinnému parku, když jej v 19. století přepracoval Peter Joseph Lenné (1789–1866).
Přímo naproti Novému paláci, na straně odvrácené od parku, stojí 24 metrů vysoká triumfální brána. Na severním a jižním konci je lemována kolonádními oblouky se 158 sloupy a na koncích se nacházejí budovy pavilonu.
Rozsáhlý komplex Nového paláce byl používán pro prezentaci, na rozdíl od intimního a poněkud skromného zámku Sanssouci. Uvnitř si mohou návštěvníci prohlédnout nádherné sály, krásné galerie i pokoje, které jsou vybavené knížecím nábytkem.